# Ravnotežje
Ravnotéžje je sposobnost hitrega oblikovanja kompenzacijskih (korektivnih, nadomestnih) gibov, ki so potrebni za vračanje telesa v ravnotežni položaj, kadar je le-ta porušen. 
Dejavniki, ki so pomembni pri ohranitvi, oziroma vzpostavitvi ravnotežja so:
- čutilo vida,
- čutilo sluha,
- taktilni receptorji,
- kinestetična čutila,
- ravnotežni organ,
- center za ravnotežje.

Razvoj ravnotežja naj bi temeljil na situacijski metodi razvoja, po principu velikega števila ponovitev.